# Arabe bougiote
L'arabe bougiote, béjaoui ou encore bougiote (en arabe البجاوية[réf. nécessaire]) fait partie de l'arabe algérien, lui-même rattaché à la grande famille de l'arabe maghrébin. Il est très pratiqué en milieu familial, voire social, parmi les anciennes familles bougiotes habitant notamment les vieux quartiers de la Haute-Ville (Houma Oubazin, Cherchour, Bab Ellouz, Houma Qaraman, Bab Gouraya, etc.).

## Histoire
Le bougiote est né à l'époque des Foutoûhâts, bien avant les  hammadites, dont (Béjaïa, alors appelée Naceria) était la capitale. La ville devenant le centre de rayonnement culturel dominant du Maghreb, notamment sous les Almohades et les Hafsides où elle fut appelée par Ibn Khaldoun « La perle du Maghreb », le bougiote poursuivra son évolution et son raffinement notamment avec l’arrivée des Andalous, chassés par la reconquista, dont la langue, l'arabe andalou, a marqué l’essentiel des parlers dits « citadins » d’Afrique du Nord. C’est à cette époque qu’il atteindra son apogée. Avec la présence ottomane en Algérie entre le XVIe siècle et le XIXe siècle, ce sera au turc d’y laisser son empreinte.
En interaction constante avec l’arrière-pays kabyle, le bougiote a gardé une forte influence berbère, avec notamment un fond grammatical et syntaxique très proche, mais également un riche vocabulaire commun. Il est également très proche du djidjélien, parler non-hilalien voisin dans l'est de l'Algérie avec lequel il partage les mêmes influences.
Aujourd’hui, le bougiote est menacé par le kabyle. En effet, avec l’arrivée massive et continue de villageois berbérophones de l’arrière-pays béjaoui et du nord de  Sétif, le kabyle est devenue « première langue » de la ville. Le Centre de recherche berbère de Paris, considère même le bougiote comme une langue menacée de disparition notamment à cause de la dévalorisation de la langue arabe en Kabylie depuis les événements du printemps berbère en 1980.

## Djeha et le «Bouzellouf»
| Algérien standard | Bejaoui | Djidjélien | Français |
| --- | --- | --- | --- |
| Waḥd nhar, Jḥa medlou babah frank, bach yechri-lou bouzellouf. Chrah, kla gaε leḥmou w jeldou, bqa ghir l'εdam. Jabou l babah. ki chafou qallou: « wechnou hada ? » qallou: « bouzellouf ». -Ya chmata, win rahoum wednih ? -Kan trech. -Win rahoum εinih ? -Kan εwer. -Win rah lsanou ? -Kan bakouche . -Ou jeldet rasou, win rahi ? -Kan slaε. | Nhar, Djeḥa εṭalou babah frank, bach yechri-h bouzellouf. Chrah, kla ikel llḥem dialou wah'i d'djeldou, qɛed kan l'ɛṭem. Jabou l babah. Ki chafou qallou « dacheli d' hada ? » qallou « d' bouzellouf ». - A chmata, fayen houm wednih ? - Kan εzoug. - Fayen houm ɛinih ? - Kan derghel. - Fayen-ou lsanou ? - Kan εeggoun. - I ldjelda fi rasou, faynha ? - Kan ferṭas. | Ḥ'ennhar, Jeḥa εṭalou bouh frank, bich yechri ḥa bouzellouf. Chrah, kla el lḥem diylou belkel, qɛed ella l'ɛṭam. Jabou l bouh. Ki ra'h Callou « dichoua hada ? » Callou « d bouzellouf ». - Ya echmatsa, fayen houm wednah ? - Kan ṣamm. - Fayen houma ɛinah ? - Kan εwar. - Fayen hou lsanou ? - Kan d ḥ'ebbekkuch. - W el jelwada di rasou, fayen hey ? - Kan msaltah. | Un jour, le père de Jehha lui a donné un franc, pour qu'il achète une tête de mouton. Il l'a acheté, ensuite il a mangé toutes la viande. Seule une carcasse vide a été laissée, il l'apporta à son père. Puis, quand il aperçut, il s'écria: « Qu'est-ce que c'est ? Jehha a répondu: « la tête d'un mouton ». - vilain, où sont ses oreilles (du mouton) ? -Il était sourd. -Où sont ses yeux ? -Il était aveugle. -Où est sa langue ? -Il était muet. -Et la peau de sa tête, où est-elle ? -Il était chauve. |

### Quelques termes
- Doqat Douq ou encore  Dlouq(maintenant)
- Tsqeztila (Histoire ou propos Invraisemblable)
- Ntiya" ou "nta ( toi pour le feminin)
- Dyali ou bien Ntsa3i (à moi)
- El koul ou  El Kel (tous)
- Ghedda mendek ( le lendemain)
- A3lemmash (dans quel but)
- Zighen (en fin de compte)
- Laâkess (trouble-fête)
- Amen aâch(au revoir)
- Youma yen (2 jours)
- Laboud (parce que)
- Mizo mizo(un peu)
- D achli (quoi? )
- Fi 3ot (au lieu)
- Ghedda  (demain)
- chahrayen(2mois)
- El ghadiou  El temmatik (la bas)
- Kan (seulement)
- 3elbekri(tôt)
- Gana ou  Daghen( aussi)
- Imala (donc)
- 3amayen (2ans)
- Zmen (Jadis)
- Wayen (où)
- Madji(J'arrive au masculin) ou Majya (J'arrive au féminin)
- Ma 3andich Khber (je ne sais pas)
- yesettefdu turc istif (ranger)
- N'haji je raconte un conte)
- ysoughdu turc sagu (crier)
- 3out berk (fais attention)
- Netbet (je me souviens)
- Neqjem (je plaisante)
- Yestebyet (se marier)
- Ghseb (presse-toi!)
- yefdja3(faire peur)
- Nendjem (je peux)
- Tati (se baisser)
- T3abek (embaumer)
- Yerta3 ( il tète)
- Nwassi (je fais)
- Tnewwa ( vexé)
- Jib (ramener)
- Aji ( viens)
- kayen (il y a)
- wa3lech (pourquoi?)
- Werrak,Winek (ou es tu?)
- arwah (viens)
- elkabouya (la citrouille)
- ana daghen (moi aussi)
- Zit ou mite ou nagaz el hait( les audacieux)
- Soukardji(Alcoolique/ivrogne)
- Zellidj(très belle fille)
- M'ghachech (énervé)
- Maghroum(amoureux)
- Yest'hi(timide)
- Tnah (con/bête)
- T'katki(Voleur)
- MriT(Malade)
- Chanfoura,Chnafer au pluriel (les lèvres)
- Salef(longue chevelure)
- S'hin(Cour intérieure des maisons ou des lieux de culte)
- Casbah(Citadelle gouvernementale d'époque médiévale)
- Medreb  ou  Moute3 (endroit)
- El gherfa( la chambre)
- El khyama( la cuisine)
- El harrar(celui qui exerce un metier relatif à la soie)
- Seyyagh(Bijoutier) Seyyaghin (Bijoutiers)
- El aatar( l'épicier)
- Eddarbouz,Drabez au pluriel (rambarde)
- El 3etsba (le seuil)
- Mghirfa( petite cuillere) , mgherfa (cuillere à soupe)
- Mdjlouba,Mdjaleb au pluriel ou tebsi(assiette)
- El tshelliq du turc çalkalayin (serpillière)
- El Khedmi ou El Boutchak ( Le couteau)
- El betania, ou zaoura (couverture)
- El benkde l'espagnol banco (le lit)
- Tchep'tchaq(un récipient)
- Tbissi (petite assiette)
- El Bessasser(les tamis)
- Koustbina(dé à coudre)
- El kabcha(la louche)
- Grawedj(les jouets)
- Lemsel'ha(le balai)
- El bechkit(fusil)
- Fniyek(coffret)
- Stella (Panier)
- Chermoula tsa3 zroudia ou Zroudia m'chermla (plat à base de carottes)
- El Palouza(crème à la maïzéna avec du lait et des amandes)
- El Satladj ou Mhalbi(crème de riz au lait sucrée)
- 3etma,3etmat au pluriel ou  wled ljej (œufs)
- El Plaw'(plat de riz accommodé salé ou sucré)
- El Qmiyrat(Gateaux sous forme de croissant)
- "Kaâk el neqqach (Gâteaux farcis aux dates/aux amandes...)
- "Baqlawa" ( Gâteaux  aux amandes/pistaches/noix...)
- Maârek (une sorte de pâte feuilletée accompagnée de miel)
- Metloua ( pain)
- Kesra"ou " Aghroum" ( pain)
- "Couscous" (plat)
- El chlata tsa3 lebher (Salicorne)
- Khbiza (une baguette de pain)
- El fani( li yafna fal foum)
- Zaârour(les nèfles)
- Djbina (fromage)
- Chriba (sauce)
- E'miha( l'eau)
- 3sila ( miel)
- Baba sidi (grand-père) et Setsi, M'wima ou encore  Mani (grand-mère)
- Aâmmi,khalis(appellation des personnes âgées,marque le respect)
- Loustsi(ma belle-sœur) et Loussi (mon beau-frère)
- N'tsidjiou encore daqmi( quelqu'un du même âge)
- Sidi ( beau-père)  et lemwima (Belle-mère)
- El chikh(le père)et La3jouz(la mère)
- Âtsek(jeune femme encore célibataire)
- El berrani( personne étrangère)
- Âwitska(jeune adolescente)
- Âwizeb(jeune adolescent)
- Moul El bit ( le mari)
- El djamla( la famille)
- Didi(le frère aîné)
- Mess’ghar(un jeune)
- S'habiya (mes amis)
- El Haïk(étoffe rectangulaire de couleur blanche recouvrant le corps des femmes)
- El Qeftan(Vêtement long et ample brodé au fil d'or)
- El fouta dyal hamam (tissu en soie conçu pour le bain)
- El tchqa'tcher (les chaussettes)
- El Fer Fouri(fine porcelaine)
- El Tcharchiff(fine dentelle)
- Khouwara(l'actuelle tesdira)
- Laâjar(complément du haïk)
- M'hadouel (tissu leger)
- Tazdam (porte monnaie)
- Brim(une chevalière)
- Laâssisba (foulard)
- Mektoub (la poche)
- Qich (Ceinture )
- Zendjari(couleur brun moirâtre)
- Khoukhi (couleur rose)
- Sabe3 (fete autour de la naissance d'un bébé)
- Chaâbi(Style musical populaire)
- Twelwil( les youyous)
- La3rous ( le marié)
- Soltane el Ghaba (Chèvrefeuille)
- Mesk Ellil (Galant de Nuit)
- Mesk el Roumi (Tubéreuse)
- Salaf el 3adra(Glycine)
- Djeraya(grosses voitures/véhicules)
- Qwaleb(les ruses et les astuces)
- Nech (a zizanie, le doute)
- El Bcharâ (Une nouvelle)
- M'nama ( Un rêve)
- Laghram(Amour)
- kamer El wiz (une ceinture en or composé du mot turque « kemer » qui veut dire ceinture et « El wiz » qui est une pièce de monnaie française en or gravée au nom du roi français « louis ».
- qoja (قوجة) adjectif issue du mot turc «koca » qui veut dire immense/grand ou large.